# La Lumière (giornale)
La Lumière fu l'organo della "Société héliographique", fondata giustappunto proprio nel 1851, tra  i fondatori va citato anche Gustave Le Gray, e disciolta due anni dopo, il cui membro fondatore fu Benito R. de Monfort (1800-1871) con lo scopo eminente di "accelerare il miglioramento della fotografia".
Tra coloro che si recarono nella sede della Société va annoverato Roger Fenton e a lui si deve la descrizione, peraltro meticolosa, degli uffici per cui sappiamo che si trattava di un "appartamento, di cinque stanze, [che] si apre su un ampio terrazzo con ottima illuminazione, è dedicato agli scopi della società. Una stanza è completamente occupata (...) con campioni (...), per lo più metalli, un'altra è adatta al laboratorio, con tende gialle per riparare la luce... Al piano terra, il signor [Louis] Puech ha aperto un negozio-laboratorio, dedicato alla preparazione e vendita di attrezzature fotografiche".
Fino a novembre, quando Monfort decise di vendere il giornale a Gaudin e fondare l'anno dopo la rivista "Cosmos", uscirono 38 numeri di 4 pagine ciascuno, con pochissime incisioni, nonostante cominciassero ad arrivare positive recensioni e inserti pubblicitari. Oltre al caporedattore, si ricorda François-Auguste Renard (1806-1890), allievo di Hippolyte Bayard che venne nominato segretario di redazione.
Dal novembre 1851 la rivista venne impostata esplicitamente con il sottotitolo di "Rassegna di fotografia, belle arti, eliografia e scienza". La direzione della nuova rivista viene assunta da Alexis Gaudin, specialista in stereoscopia, fratello del proprietario e chimico Marc-Antoine Gaudin. Oltre a lui fecero parte della redazione il fisico italiano Gilberto Govi (1826-1889) e dal capo redattore Ernest Lacan, nominato successivamente.

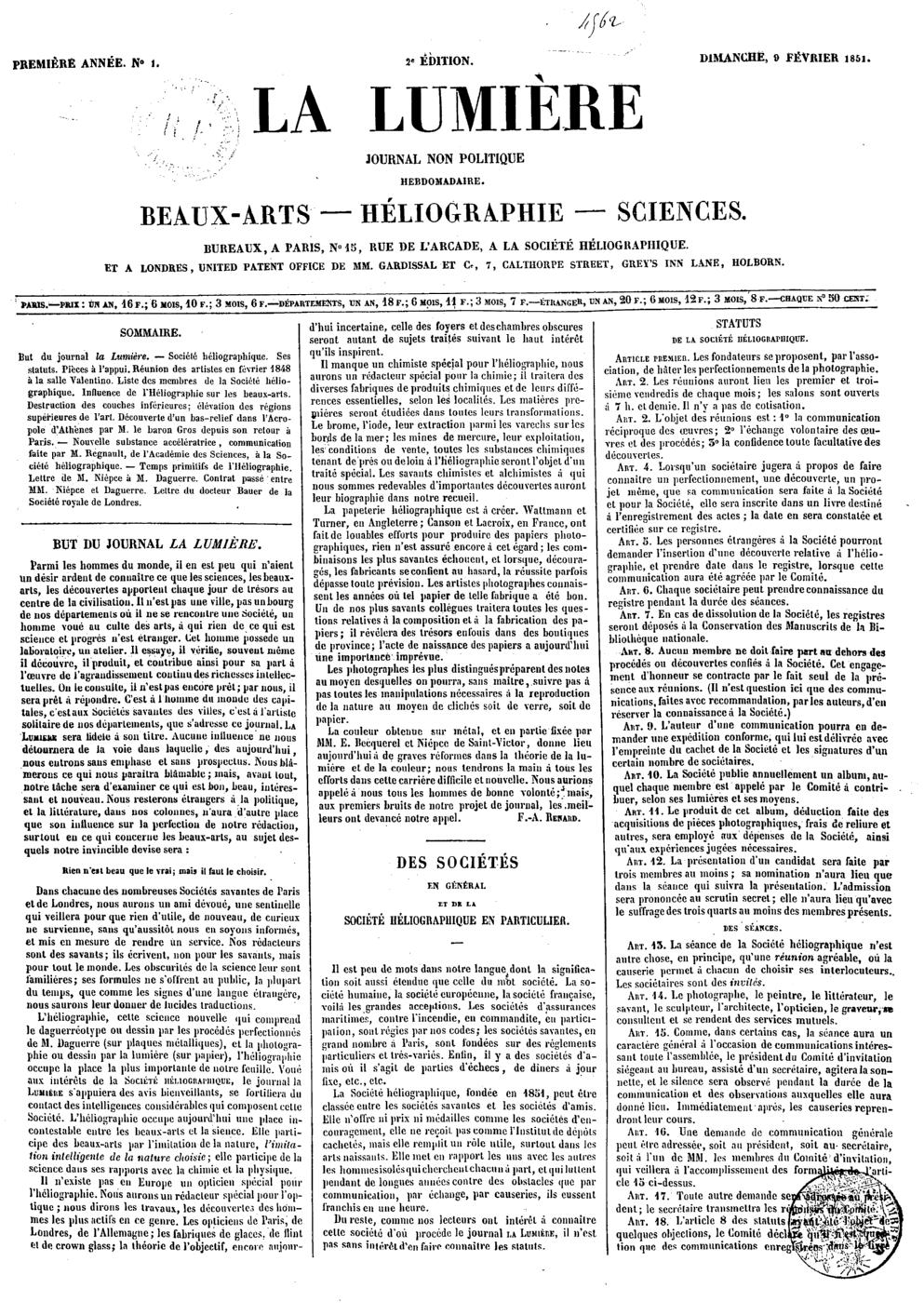
Uno dei primi numeri della rivista

I tre fratelli, Marc-Antoine (1804-1880), Alexis (1816-1894) e Charles (1825-1905), fondarono nel 1944 un laboratorio col nome "Maison Gaudin Frères". Non solo laboratorio ma "nei due decenni successivi era diventata la principale casa editrice di vedute stereoscopiche del paese" poiché possedeva un vasto archivio di vedute d'Europa e del vicino Oriente, realizzato anche da un nutrito gruppo di fotografi tra i quali Claude Grillet, Charles-Marie Ferrier, Alexandre Bertrand, Henri-Charles Plaut, Jules Couppier ed altri rimasti ignoti